# Burgstall Kirchahorn
Der Burgstall Kirchahorn ist eine abgegangene Wasserburg  südlich von Kirchahorn, einem Ortsteil der Gemeinde Ahorntal im Landkreis Bayreuth in Bayern.
Die Burganlage wurde 1447 erwähnt und war wohl der frühere Stammsitz des edelfreien Geschlechtes der Herren von Ahorn. 1525 wurde die Burg im Zuge des Bauernkrieges zerstört. Nachdem die Burg im 18. Jahrhundert in sehr schlechten baulichen Zustand war, wurde sie in den Jahren 1778/79 abgebrochen. Heute ist die Stelle der kleinen Wasserburg, die unmittelbar östlich des Kirchahorner Sportplatzes liegt, Wiesengelände. Nach 1953 wurde die Burgstelle durch die Regulierung des Verlaufes des Ailsbaches stark gestört.